# 雨山奥平家
雨山奥平家（あめやまおくだいらけ）は、奥平氏の重臣七家の一つ。元は阿知波を姓にしていた。

## 歴史
奥平氏の傍系の内、七家が宗家を支える重臣として「七族」と呼ばれたのに対し、阿知波氏は元々、尾張国知多郡の出身と言われており、織田氏との関係がとても強かった。そして三河国額田郡雨山へ転往したのは定基の父・図書佐定の頃からといい、一説には織田氏の勢力を三河に広げるための一つの拠点造りだったとされる。
姓を阿知波から奥平に改称したのは民部定基の子・修理定直が奥平氏の配下に加わった天正元年。七族の筆頭で、甲州へ走った和田奥平出雲守に代わってに就任した以降で、日近奥平家の奥平久兵衛の尽力によるものとされる。
七族は奥平姓を用いつつも、それぞれの所領地名で呼び合っていた為、当家の呼び名は雨山奥平家、あるいは雨山家として定着する。
奥平配下としての初代である定直は、長篠の戦いで籠城軍を統括するなど手腕を発揮して、その地位を盤石にした。おかげで七族五老の呼称が「大身衆」に改められた江戸時代でも子孫は2000石を超える禄を給されるなど家格は高かった。有事の際に、先手の双翼を務める家柄だった山崎家が断絶した後は、もう一翼の生田（しょうだ）家と並んで、御門の内側に屋敷を構える事を義務付けられていたほどであった。

## 参考
- 『額田町史』額田町史制作委員会